# Sony Ericsson Z710i
Sony Ericsson Z710i為Sony Ericsson於2006年10月17日所推出的行動電話，內建200萬自相機。與W710i為雙胞胎機種。